# Alessia Trost
Alessia Trost (Pordenone, 8 de marzo de 1993) es una deportista italiana que compite en atletismo, especialista en la prueba de salto de altura.
Ganó una medalla de bronce en el Campeonato Mundial de Atletismo en Pista Cubierta de 2018 y una medalla de plata en el Campeonato Europeo de Atletismo en Pista Cubierta de 2015.
Participó en dos Juegos Olímpicos de Verano, en los años 2016 y 2020, ocupando el quinto lugar en Río de Janeiro 2016, en su especialidad.

## Palmarés internacional
| Campeonato Mundial en Pista Cubierta | Campeonato Mundial en Pista Cubierta | Campeonato Mundial en Pista Cubierta | Campeonato Mundial en Pista Cubierta |
| Año                                  | Lugar                                | Medalla                              | Prueba                               |
| ------------------------------------ | ------------------------------------ | ------------------------------------ | ------------------------------------ |
| 2018                                 | Birmingham (Reino Unido)             | Medalla de bronce                    | Salto de altura                      |
| Campeonato Europeo en Pista Cubierta |                                      |                                      |                                      |
| Año                                  | Lugar                                | Medalla                              | Prueba                               |
| 2015                                 | Praga (República Checa)              | Medalla de plata                     | Salto de altura                      |